# Voivodato
Voivodato (en polaco, Województwo, a veces también, afrancesadamente, Voivodía y antiguamente Palatinado) es la unidad de mayor extensión del sistema político administrativo de Polonia. En la Edad Media el Reino estaba dividido en regiones militares dirigidas por un wojewoda o jefe de guerreros. A principios del siglo XIV este sistema se transformó en un sistema de regiones o provincias civiles. Desde 1999 la Polonia moderna está dividida en 16 voivodatos.
La palabra vaivoda se emplea también en otros Estados eslavos de la Europa Central, Oriental y los Balcanes como sinónimo de gobernador. En el Imperio otomano se denominaba vaivodas a los príncipes cristianos de Moldavia y Valaquia, por ejemplo. En Montenegro era sinónimo de jefe militar. 
El caso de la provincia autónoma serbia de Voivodina es interesante. En serbio, la voz Vojvodina presenta una variante, Vojvodstvo, que es equivalente a la palabra en polaco województwo (provincia).

## Lista de voivodatos

### Polonia

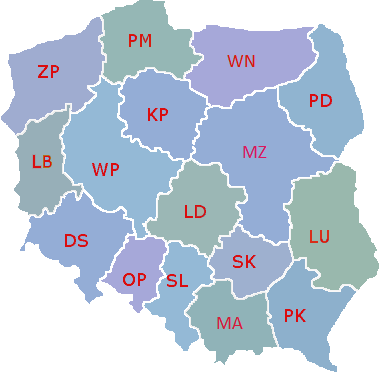
Voivodatos de Polonia desde 1999.

- Baja Silesia
- Cuyavia y Pomerania
- Gran Polonia
- Lebus
- Lublin
- Łódź
- Mazovia
- Opole
- Pequeña Polonia
- Podlaquia
- Pomerania
- Pomerania Occidental
- Santa Cruz
- Silesia
- Subcarpacia
- Varmia y Masuria

### Reino de Rumania

Voivodatos de Rumania en 1600.

- Moldavia
- Transilvania
- Valaquia

### Serbia

Voivodina.

- Voivodina

### Términos eslavos para divisiones territoriales
- gmina
- krai
- kraj
- krajina
- obec
- opština, općina
- óblast, óblast', óblasti, oblys
- okręg
- okres
- ókrug
- pokrajina
- powiat
- raión
- voivodato, vojvodina
- župa
- županija

- Datos: Q5639312